# Дурмусли
Дурмусли или Дормушлу, или Дурмузлу (на гръцки: Μεσότοπος, до 1926 година: Δουρμουσλού, Дормуслу) е бивше село в Гърция, в дем Кушница, област Източна Македония и Тракия.

## География
Селото е разположено на 140 m надморска височина в северните склонове на Люти рид (Символо).

## История

### Етимология
Според Йордан Н. Иванов името Дурмусли е от турското durmuş, причастие от глагола durmak, „стоя“, „застоявам се“.

### В Османската империя
В началото на XX век селото е изцяло турско селище в Правищката кааза на Османската империя. Съгласно статистиката на Васил Кънчов („Македония. Етнография и статистика“) към 1900 година Дормушлу е изцяло турско селище с 220 жители.

### В Гърция
След Междусъюзническата война в 1913 година селото попада в Гърция. При обмена на население между Турция и Гърция през 20-те години жителите на Дурмусли емигрират в Турция и на тяхно място са заселени гърци бежанци. В 1926 година името на селото е сменено на Месотопос. Според статистиката от 1928 година селото (Μεσότοπος Δουρμουσλή) е изцяло бежанско с 49 семейства и 206 жители общо. Българска статистика от 1941 година показва 305 жители.
В 1971 година селото е присъединено към Девекли (Каравангелис).
| Година    | 1913 | 1920 | 1928 | 1940 | 1951 | 1961 | 1971 | 1981 | 1991 | 2001 | 2011 | 2021 |
| --------- | ---- | ---- | ---- | ---- | ---- | ---- | ---- | ---- | ---- | ---- | ---- | ---- |
| Население | 225  | 187  | 211  | 300  | 259  | 264  |      |      |      |      |      |      |